# Craig Russell
Craig Russell, nome d'arte di Russell Craig Eadie (Toronto, 10 gennaio 1948 – Toronto, 30 ottobre 1990), è stato un attore e cantante canadese, noto soprattutto per le sue performance come drag queen.

## Biografia
(Craig Russell)
Dopo aver frequentato la Cedarbrae High School di Toronto (insieme alla cantante Carole Pope e a Klaus Karl Kassbaum, futuro bassista degli Steppenwolf) nel 1965 Russell conobbe la diva del cinema Mae West durante un viaggio in autobus. In seguito a questo incontro divenne presidente del fan club dell'attrice e si trasferì a Los Angeles dove per un breve periodo lavorò come suo segretario.
Tornato a Toronto, nel 1971 andò a vivere con l'amica scrittrice Margaret Gibson e lavorò per un certo periodo come parrucchiere, iniziando ad esibirsi in alcuni club gay come drag queen. Le sue numerose imitazioni includevano, oltre a Mae West, quelle di Bette Davis, Joan Crawford, Marlene Dietrich, Janis Joplin, Barbra Streisand, Bette Midler, Shirley Bassey e Judy Garland.
In breve tempo guadagnò un fiorente seguito che lo portò a fare tour a Las Vegas, Hollywood, San Francisco, Berlino, Londra, Parigi, Amsterdam e Amburgo.
Nel 1977 recitò nel film Outrageous!, basato su una breve storia scritta dalla Gibson sul periodo in cui furono compagni di stanza e nel quale Russell propose alcune delle sue interpretazioni. L'anno successivo il film partecipò al Festival di Berlino, dove Russell vinse l'Orso d'argento per il miglior attore.
In seguito continuò ad esibirsi nei club e in televisione, partecipando a programmi come The Alan Hamel Show e a serie tv quali Trapper John e Emerald City.
Nel 1982 Russell sposò la sua amica Lori Jenkins, con la quale rimase sposato fino alla morte avvenuta nel 1990, all'età di 42 anni, a causa di complicazioni dell'AIDS.
È sepolto nel Pinegrove Cemetery di Port Perry, nell'Ontario.

## Filmografia
- Outrageous!, regia di Richard Benner (1977)
- Niente di personale (Nothing Personal), regia di George Bloomfield (1980)
- Ein Virus kennt keine Moral, regia di Rosa von Praunheim (1986)
- Too Outrageous!, regia di Richard Benner (1987)